# Modesto Soruco
Modesto Soruco (San Ignacio de Velasco, 12 februari 1966) is een voormalig Boliviaans voetballer, die speelde als verdediger en verdedigende middenvelder. Hij beëindigde zijn actieve loopbaan in 2003 bij de Boliviaanse club Club Deportivo Real Santa Cruz.

## Clubcarrière
Soruco begon zijn professionele loopbaan in 1986 bij Club Blooming en kwam daarnaast uit voor de Boliviaanse clubs Club San José, Club Aurora en Club Independiente Petrolero. Met Club Bolívar won hij driemaal de Boliviaanse landstitel.

## Interlandcarrière
Soruco speelde in totaal 23 interlands voor Bolivia in de periode 1991-1994. Onder leiding van bondscoach Ramiro Blacutt maakte hij zijn debuut op 16 juni 1991 in de vriendschappelijke wedstrijd in en tegen Paraguay (0-0), net als verdediger Juan Carlos Chávez. Soruco nam met Bolivia tweemaal deel aan de strijd om de Copa América (1991 en 1993). Tevens maakte hij deel uit van de selectie die deelnam aan het WK voetbal 1994 in de Verenigde Staten.